# Daniel Ritchie
Daniel Ritchie (ur. 6 stycznia 1987 w Kent) – brytyjski wioślarz, mistrz świata.

## Osiągnięcia
| Rok  | Impreza                 | Miejsce  | Konkurencja      | Lokata     |
| ---- | ----------------------- | -------- | ---------------- | ---------- |
| 2009 | Mistrzostwa świata U-23 | Račice   | ósemka           | 3. miejsce |
| 2009 | Mistrzostwa świata      | Poznań   | ósemka           | 5. miejsce |
| 2010 | Mistrzostwa świata      | Hamilton | ósemka           | 2. miejsce |
| 2011 | Mistrzostwa świata      | Bled     | ósemka           | 2. miejsce |
| 2012 | Mistrzostwa Europy      | Varese   | czwórka podwójna | 7. miejsce |
| 2013 | Mistrzostwa świata      | Chungju  | ósemka           | 1. miejsce |